# Département de Río Segundo
Le département de Río Segundo est une des 26 subdivisions de la province de Córdoba, en Argentine. Son chef-lieu est la ville de Villa del Rosario.
Le département a une superficie de 4 970 km2. Sa population s'élevait à 95 803 habitants en 2001.

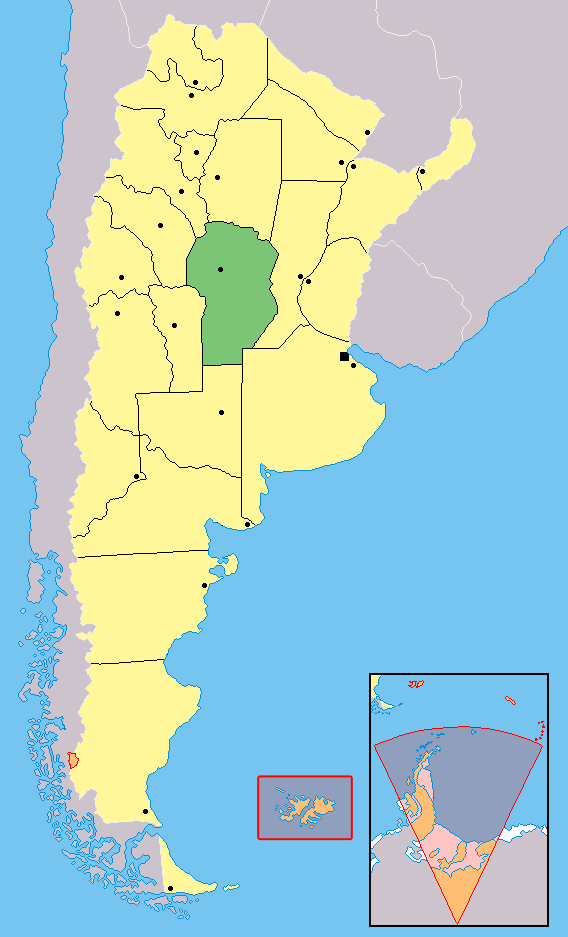
Localisation de la province de Córdoba en Argentine.